# Drát (Star Trek: Stanice Deep Space Nine)
Drát (v anglickém originále The Wire) je v pořadí dvacátá druhá epizoda druhé řady seriálu Star Trek: Stanice Deep Space Nine.

## Příběh
Doktor Bashir a Garak jdou spolu na oběd a mezitím spolu vedou jeden z obvyklých rozhovorů o umění a kultuře. Během jejich povídání začne Garak trpět bolestí hlavy, ale vyšetření odmítne. Bashir později zaslechne část rozhovoru mezi Quarkem a Garakem, při kterém se domlouvají na diskrétním obchodu. Quark samozřejmě neprozradí, co je jeho pravým obsahem. Bashir se s pomocí O'Briena pokouší obnovit smazané informace o Garakovi z centrálního počítače stanice, ale to by zabralo příliš mnoho času. Mezitím se Garak po dalších bolestech hlavy pokouší opít v Quarkově baru, ale během rozhovoru, při kterém se ho doktor snaží přemluvit k návštěvě ošetřovny, zkolabuje.
Bashir zjistí, že za problémy může pravděpodobně implantát v Garakově centrálním nervovém systému. Odo tajně špehuje Quarka a dozví se, že součástí oné zásilky je tajný biologický implantát Obsidiánského řádu. Garak uteče z ošetřovny a Bashir se ho snaží dostat zpátky, protože si myslí, že implantát je jakýsi druh trestu. Cardassian mu vysvětlí, že zařízení mu mělo v případě zajetí vpustit do těla endorfiny, aby necítil bolest. Garak ho měl celou dobu pobytu na stanici zapojené a je teď na chemických látkách závislý. Jeho stav se zhoršuje, takže se doktor pokusí získat potřebné informace od Garakova bývalého nadřízeného, Enabrana Taina. Ten Bashirovi údaje poskytne, ale ne proto, aby Garakovi pomohl, ale aby prodloužil jeho utrpení v exilu na stanici. Bashir chce od uzdraveného Garaka zjistit, co všechno z toho, co mu napovídal, byla pravda. Garak tvrdí, že všechno, a hlavně lži.

## Zajímavosti
- Poprvé zazní jméno cardassijské tajné služby, Obsidiánského řádu. Důležitou roli bude hrát v epizodách „Defiant“, „Druhá kůže“ a dalších.
- Enabran Tain se objeví ještě v dílech „Z neznámých důvodů“, „Kostky jsou vrženy“ a „Před branami očistce“.